# Nom no disponible
En la nomenclatura zoològica, un nom no disponible és aquell que no compleix les regles del Codi Internacional de Nomenclatura Zoològica i, per tant, no es pot fer servir com a nom vàlid per a un tàxon. Els noms no disponibles o bé no compleixen els requisits establerts als Articles 10 a 20 del Codi o bé queden descartats per l'Article 1.3.
Els noms no disponibles inclouen noms que no s'han publicat de manera vàlida, com ara «Oryzomys hypenemus», noms sense una descripció que els acompanyi (nomina nuda), com ara el nom subgenèric Micronectomys que s'ha proposat per a Oryzomys dimidiatus, noms proposats per a una categoria inferior a la subespècie (noms infrasubespecífics), com ara Sorex isodon princeps montanus per a la musaranya fosca europea, i altres categories.